# Савранський Леонід Пилипович
Леонід Пилипович Савранський (28 квітня 1876, Таганча — 11 вересня 1966, Москва) — артист опери (ліріко-драматичний баритон), оперети, концертний співак та вокальний педагог. Народний артист РРФСР (з 1934 року). Чоловік співачки Л. Ставровської.

## Біографія
Народився 16 (28 квітня) 1876 року містечку Таганчі Канівського повіту Київської губернії (нині Черкаського району Черкаської області) в родині землеміра. З восьми років жив у Києві. У 1894–1899 роках отримав освіту в Київському університеті (факультет природознавства) і до 1902 року працював бухгалтером у Державному банку. Будучи студентом, співав у хорі. У 1900–1903 роках навчався співу в Київському музичному училищі (клас М. Зотової).
Дебютував на оперній сцені в Києві в 1902 році в партіях Євгенія Онєгіна (однойменної опери П. Чайковського) і Януша («Галька» С. Монюшка). У 1903–1908 роках співав в оперних театрах Білостока, Іркутська, Житомира, Кишинева, Києва, Одеси (італійська опера, 1906), Петербурга (1907, разом з М. Баттістіні, Т. Руффо, Л. Кавальєрі), Харкова, Казані (1909), Ростова-на-Дону, Катеринослава, Риги, Гельсінгфорса (нині Гельсінкі). У 1907 році дебютував в партії Демона (однойменної опери А. Рубінштейна) на сцені петербурзького Маріїнського театру (у трупу не був прийнятий).
У 1908–1912 роках співав на сцені петербурзького Народного будинку. У 1912–1946 роках (з перервою в кілька років: у 1919 році був переведений в трупу Петроградського Маріїнського театру) соліст московського Большого театру (дебютував в партії Валентина — «Фауст» Ш. Гуно). Часто гастролював: у Кисловодську (1909), Рибінську, Харкові (1916), Нижньому Новгороді і в інших містах.
У 1946 році викладав спів у Військовій академії імені М. В. Фрунзе, у 1948–1954 роках — у Московській консерваторії (з 1952 року професор), пізніше працював з молодими співаками в художній самодіяльності.
Серед його учнів: В. Я. Агафонов, Б. Артиков, І. К. Архипова, С. Д. Козак (1945–1950), Ж. Палаєва.
Нагороджений орденами Трудового Червоного Прапора (1937, 1951).
Помер 11 вересня 1966 року в Москві.

## Творчість
Леонід Савранський володів рівним, звучним, виразний голос красивого «яскравого металевого» тембру, з легкістю долав теситурні труднощі. Виконання відрізнялося емоційною експресією, яка виявлялася також і в пластичному малюнку образу. За словами самого артиста, володіння пластикою йому дала робота в опереті. Спочатку виступав у ліричних, потім переважно в драматисних партіях, в яких найбільш повно розкрилося його дарування актора і співака. Репертуар налічував 90 партій.
Перший виконавець партій:
- Корнилія Яковлєва («Степан Разін» П. Тріодіна, 1925);
- Бориса Годунова (однойменній опері М. Мусоргського; редакція і інструментування Миколи Римського-Корсакова та М. М. Іпполітова-Іванова, 1927);
- в Петербурзі — Олексія Олександровича Кареніна («Анна Кареніна» Е. І. Гранеллі, 1912);
- в московському Большому театрі:
  - Гонца («Казка про царя Салтана» М. Римського-Корсакова, 1913);
  - Григорія Грязного («Царська наречена» М. Римського-Корсакова, 1916);
  - Скарпіа («Тоска» Джакомо Пуччіні, 1930).

Найкращі партії:
- Григорія Грязного («Царська наречена» М. Римського-Корсакова[2]);
- Борис Годунов (однойменна опера М. Мусоргського);
- Князь Ігор (одноїменна опера О. Бородіна);
- Кирило Троєкуров («Дубровський» Е. Направника);
- Мизгирь («Снігуронька» М. Римського-Корсакова);
- Василь Леонтійович Кочубей («Мазепа» П. Чайковського, з 1917 року);
- Амонасро («Аїда» Джузеппе Верді);
- Ріголетто (однойменна опера Джузеппе Верді);
- Скарпіа («Тоска» Джакомо Пуччіні).

Другі партії:
- Руслан («Руслан і Людмила» М. Глінки);
- Рангоні («Борис Годунов» М. Мусоргського);
- Шакловитого («Хованщина» М. Мусоргського);
- Федір Поярок («Сказання про невидимий град Китеж і діву Февронію» М. Римського-Корсакова, 1926);
- Князь Єлецький («Пікова дама» П. Чайковського);
- Граф Томський («Пікова дама» П. Чайковського);
- Ебн-Хакіа («Іоланта» П. Чайковського);
- Сін-Сін-Гу/Трактирщик («Син мандарина» Ц. Кюї);
- Алеко (однойменна опера С. В. Рахманінова);
- Йоганн («Оле з Нордланда» М. Іпполітова-Іванова, 1928);
- Ескамільо («Кармен» Ж. Бізе, 1922);
- Альберт («Вертер» Ж. Массне);
- Фігаро («Севільський цирульник» Дж. Россіні);
- Жорж Жермон («Травіата» Джузеппе Верді);
- Яго («Отелло» Джузеппе Верді);
- Скарпіа («Тоска» Дж. Пуччіні);
- Тоніо та Сільвіо («Паяци» Р. Леонкавалло);
- Тельрамунд («Лоенгрін» Р. Вагнера, 1923);
- Свенгалі («Трільбі» О. Юрасовского).

Партнери: К. Є. Антарова, О. В. Богданович, Д. Головін, К. Г. Держинська, А. Й. Добровольська, Є. Ю. Євгеньєва, Б. Євлахов, Є. Ждановський, Г. Жуковська, Н. Є. Калиновська-Доктор, О. К. Катульська, І. С. Козловський, М. С. Куржиямський, В. М. Лубенцов, М. К. Максаков, М. Максакова, О. Матова, О. Г. Мосін, А. В. Нежданова, П. М. Норцов, Н. А. Обухова, М. М. Озеров, О. Окунєва, О. Р. Павлова, В. Р. Петров, Ф. Петрова, О. Пирогов, О. А. Подольська, Г. Ф. Стравінський, М. Феррарі, М. М. Фігнер, Н. С. Ханаєв, П. І. Цесевич, Ф. І. Шаляпін, Ф. Ф. Ернст, С. Юдін.
Співав під керівництвом М. С. Голованова, Е. І. Гранеллі, М. М. Іпполітова-Іванова, Е. А. Купера, Ф. В. Оцепа (1914), А. М. Пазовського (1924), В. Савича, В. І. Сука, Л. П. Штейнберга. Співпрацював з режисером В. А. Лосським.
Багато виступав в концертах (у тому числі перед робітниками на фабриках і заводах). У камерному репертуарі співака були твори зарубіжних, російських композиторів і народні пісні.
Записувався на грамплатівки (14 творів) у Петербурзі («Грамофон», 1905, 1907; «Фаворит», 1910; РАОГ, 1912).